# 天賣島

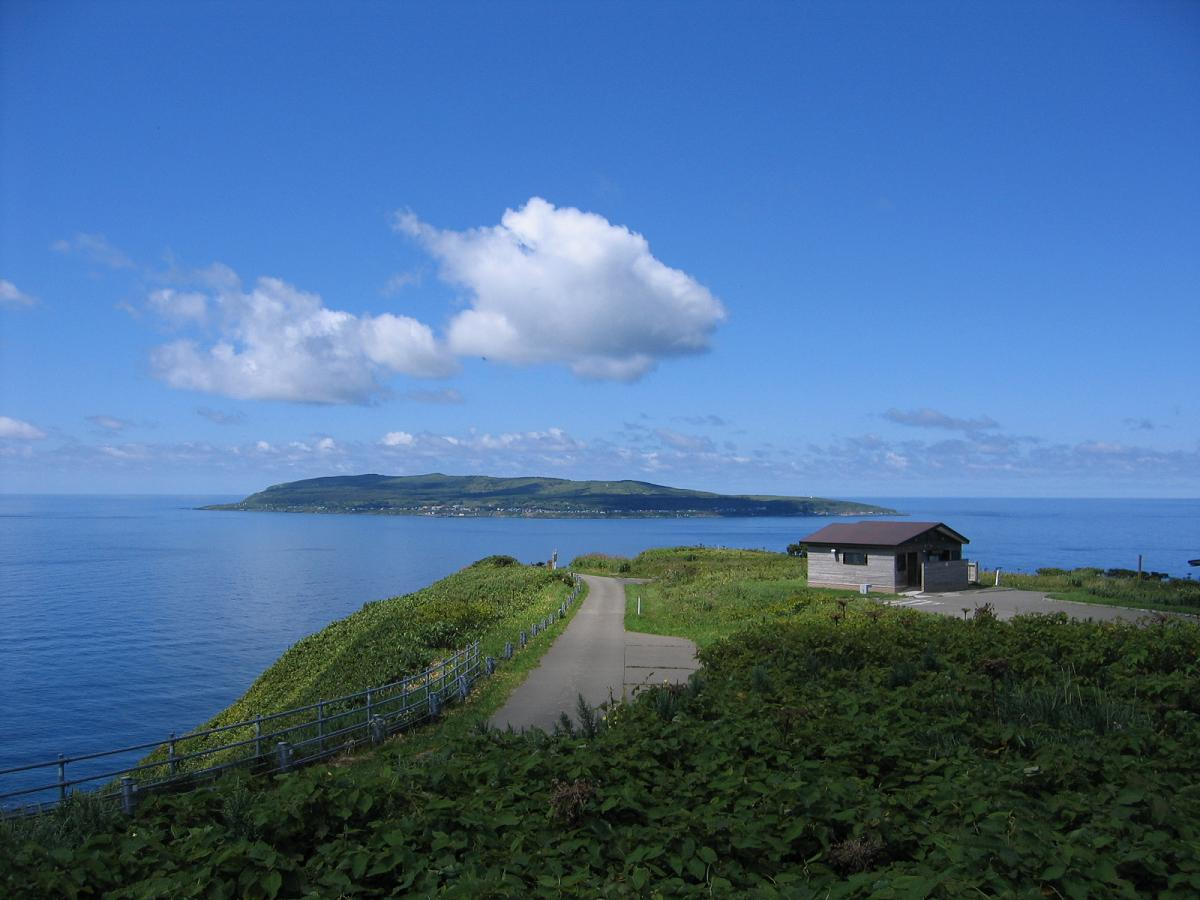
從燒尻島眺望天賣島

天賣島（日语：／ Teuritō */?）是日本北海道留萌支廳苫前郡羽幌町的羽幌港以西30千米的島嶼，位於日本海之上。與其東南方的燒尻島同樣屬於羽幌町。面積5.50平方千米、周長12千米、人口422人。
已被定為暑寒別天賣燒尻國定公園。島的西岸為懸崖地形，有海鴉、丹氏鸕鷀、大黑脊鷗棲息。
名稱源於阿伊努語的「tuy-ri」（魚的背腸）或「ci-ure」（腳）。

## 概要
- 島上設有町立的北海道天賣高等學校，但為4學年的學生總數只有3人，教員10人的小學校。[3]
- 島上唯一的醫療機構為天賣診療所，有醫生、護士、事務各一人，如有緊急事故會以直升機運送至札幌，或以海上保安廳的巡邏艇、島上漁船送至北海道本島。診療所曾經成為電視劇『女醫師·優～藍天診所～』的故事舞台，2004年於東海電視、富士電視台播出。

## 外部連結
- （日語）北海道天賣島官方網頁
- （日語）富士電視台 『女醫師·優～藍天診所～』
- （日語）北海道天賣高等學校（页面存档备份，存于）